# Distretto di El Carmen (Ica)
Il distretto di El Carmen è uno degli undici distretti della provincia di Chincha, in Perù. Si trova nella regione di Ica e si estende su una superficie di 790,82 chilometri quadrati.